# Rosina (Rebsorte)
Rosina ist eine durch interspezifische Kreuzung entstandene Rotweinsorte. Es handelt sich um eine pilzwiderstandsfähige (Piwi) Neuzüchtung des Staatlichen Weinbauinstituts zu Freiburg. Die Rebsorte ist nicht zu verwechseln mit der weißbeerigen Rosina 1, einer ungarischen Züchtung.

## Herkunft, Abstammung
Die Tafeltraube wurde aus den beiden Elternsorten Solaris und Muscat Bleu gezüchtet. Die Rebsorten Galanth und Garant entstanden aus Kreuzungen der gleichen Elternpaare. Sie hat große, lockerbeerige Trauben mit roter bis blau-schwarzer Beerenfarbe und findet als Tafeltraube und Zierrebe Verwendung.

## Ampelografische Merkmale
- Der Wuchs ist kräftig.
- Die Trauben sind mittelgroß und gleichmäßig geformt, die Beeren groß und etwas elliptisch.
- Das Blatt ist kräftig und dunkelgrün.
- Die Reife ist früh.

## Ertrag
Der Ertrag ist regelmäßig und mittel bis hoch. Die Sorte eignet sich als Tafeltraube.

## Eigenschaften
Der Reifezeit der neuen Sorte ist früh, meist bereits August/Anfang September. Die Sorte ist daher gut für nördlichere Weinregionen geeignet. Der Wuchs ist kräftig. Die Reben haben eine gute Resistenz gegen Oidium, Peronospora und Botrytis. Die Frosthärte bei Winterfrösten wird als gut beschrieben.

## Einzelnachweis
1. ↑  Ungarische Rosinentraube bei VIVC abgerufen am 20. November 2018